# TJ Dražovice
TJ Dražovice (celým názvem: Tělovýchovná jednota Dražovice) je český fotbalový klub, který sídlí v Dražovicích na Vyškovsku v Jihomoravském kraji. Založen byl roku 1949. Po dvou sestupech v řadě hraje od sezony 2019/20 v Okresním přeboru Vyškovska (8. nejvyšší soutěž).
Klub své domácí zápasy odehrává na hřišti u koupaliště, rozměry travnaté hrací plochy jsou 102×55 metrů. Areál pojme 850 diváků, z čehož je 100 míst k sezení.
Účast v I. A třídě Jihomoravského kraje je dosud největším úspěchem oddílu (2010–2018).

## Historické názvy
Zdroj: 
- 1949 – JTO Sokol Dražovice (Jednotná tělovýchovná organisace Sokol Dražovice)
- 1953 – DSO Sokol Dražovice (Dobrovolná sportovní organisace Sokol Dražovice)
- 1957 – TJ Sokol Dražovice (Tělovýchovná jednota Sokol Dražovice)
- 199? – TJ Dražovice (Tělovýchovná jednota Dražovice)

## Umístění v jednotlivých sezonách
Stručný přehled
Zdroj: 
- 1998–1999: Okresní přebor Vyškovska
- 1999–2000: I. B třída Jihomoravské župy – sk. D
- 2000–2001: I. B třída Jihomoravské župy – sk. ?
- 2001–2002: I. B třída Jihomoravské župy – sk. D
- 2002–2003: Okresní přebor Vyškovska
- 2003–2004: I. B třída Jihomoravského kraje – sk. C
- 2004–2010: I. B třída Jihomoravského kraje – sk. A
- 2010–2018: I. A třída Jihomoravského kraje – sk. B
- 2018–2019 : I. B třída Jihomoravského kraje – sk. A
- 2019– : Okresní přebor Vyškovska

Jednotlivé ročníky
Zdroj: 
Legenda: Z – zápasy, V – výhry, R – remízy, P – porážky, VG – vstřelené góly, OG – obdržené góly, +/− – rozdíl skóre, B – body, červené podbarvení – sestup, zelené podbarvení – postup, fialové podbarvení – reorganizace, změna skupiny či soutěže
| Česko (1998 – ) |                                         |        |    |     |     |     |     |     |     |    |        |
| Sezóny          | Liga                                    | Úroveň | Z  | V   | R   | P   | VG  | OG  | +/− | B  | Pozice |
| 1998/99         | Okresní přebor Vyškovska                | 8      |    | ... | ... | ... | ... | ... | ... |    | 1.     |
| 1999/00         | I. B třída Jihomoravské župy – sk. D    | 7      | 26 | 10  | 2   | 14  | 36  | 51  | −15 | 32 | 9.     |
| 2000/01         | I. B třída Jihomoravské župy – sk. ?    | 7      | 26 | ... | ... | ... | ... | ... | ... |    |        |
| 2001/02         | I. B třída Jihomoravské župy – sk. B    | 7      | 26 | 4   | 5   | 17  | 30  | 59  | −29 | 17 | 13.    |
| 2002/03         | Okresní přebor Vyškovska                | 8      |    | ... | ... | ... | ... | ... | ... |    |        |
| 2003/04         | I. B třída Jihomoravského kraje – sk. C | 7      | 26 | 7   | 3   | 16  | 31  | 52  | −21 | 24 | 12.    |
| 2004/05         | I. B třída Jihomoravského kraje – sk. A | 7      | 26 | 10  | 6   | 10  | 43  | 42  | +1  | 36 | 8.     |
| 2005/06         | I. B třída Jihomoravského kraje – sk. A | 7      | 26 | 11  | 2   | 13  | 43  | 58  | −15 | 35 | 9.     |
| 2006/07         | I. B třída Jihomoravského kraje – sk. A | 7      | 26 | 13  | 4   | 9   | 43  | 36  | +7  | 43 | 6.     |
| 2007/08         | I. B třída Jihomoravského kraje – sk. A | 7      | 26 | 14  | 5   | 7   | 45  | 34  | +11 | 47 | 3.     |
| 2008/09         | I. B třída Jihomoravského kraje – sk. A | 7      | 26 | 13  | 2   | 11  | 43  | 39  | +4  | 41 | 5.     |
| 2009/10         | I. B třída Jihomoravského kraje – sk. A | 7      | 26 | 18  | 5   | 3   | 61  | 29  | +32 | 59 | 1.     |
| 2010/11         | I. A třída Jihomoravského kraje – sk. B | 6      | 26 | 10  | 4   | 12  | 34  | 48  | −14 | 34 | 7.     |
| 2011/12         | I. A třída Jihomoravského kraje – sk. B | 6      | 26 | 9   | 4   | 13  | 35  | 61  | −26 | 31 | 10.    |
| 2012/13         | I. A třída Jihomoravského kraje – sk. B | 6      | 26 | 10  | 3   | 13  | 44  | 62  | −18 | 33 | 9.     |
| 2013/14         | I. A třída Jihomoravského kraje – sk. B | 6      | 26 | 11  | 6   | 9   | 41  | 36  | +5  | 39 | 7.     |
| 2014/15         | I. A třída Jihomoravského kraje – sk. B | 6      | 26 | 8   | 5   | 13  | 39  | 52  | −13 | 29 | 11.    |
| 2015/16         | I. A třída Jihomoravského kraje – sk. B | 6      | 26 | 8   | 5   | 13  | 41  | 60  | −19 | 29 | 10.    |
| 2016/17         | I. A třída Jihomoravského kraje – sk. B | 6      | 26 | 10  | 2   | 14  | 35  | 45  | −10 | 32 | 9.     |
| 2017/18         | I. A třída Jihomoravského kraje – sk. B | 6      | 26 | 3   | 3   | 20  | 24  | 77  | −53 | 12 | 13.    |
| 2018/19         | I. B třída Jihomoravského kraje – sk. A | 7      | 26 | 3   | 4   | 19  | 33  | 67  | −34 | 13 | 14.    |
| 2019/20         | Okresní přebor Vyškovska                | 8      |    |     |     |     |     |     |     |    |        |

## TJ Dražovice „B“
TJ Dražovice „B“ je rezervním týmem Dražovic, který hraje od sezony 2019/20 Základní třídě Vyškovska – sk. B (10. nejvyšší soutěž). Největšího úspěchu dosáhl v sezoně 2010/11, kdy se účastnil Okresního přeboru Vyškovska (8. nejvyšší soutěž).

### Umístění v jednotlivých sezonách
Stručný přehled
Zdroj: 
- 2003–2005: Okresní soutěž Vyškovska – sk. A
- 2005–2010: Okresní soutěž Vyškovska – sk. B
- 2010–2011: Okresní přebor Vyškovska
- 2011–2014: Okresní soutěž Vyškovska – sk. A
- 2014–2019: Okresní soutěž Vyškovska – sk. B
- 2019– : Základní třída Vyškovska – sk. B

Jednotlivé ročníky
Zdroj: 
Legenda: Z – zápasy, V – výhry, R – remízy, P – porážky, VG – vstřelené góly, OG – obdržené góly, +/− – rozdíl skóre, B – body, červené podbarvení – sestup, zelené podbarvení – postup, fialové podbarvení – reorganizace, změna skupiny či soutěže
| Česko (2003 – ) |                                  |        |    |    |   |    |    |     |     |    |        |
| Sezóny          | Liga                             | Úroveň | Z  | V  | R | P  | VG | OG  | +/− | B  | Pozice |
| 2003/04         | Okresní soutěž Vyškovska – sk. A | 9      | 26 | 4  | 6 | 16 | 39 | 86  | −47 | 18 | 14.    |
| 2004/05         | Okresní soutěž Vyškovska – sk. A | 9      | 26 | 6  | 4 | 16 | 39 | 71  | −32 | 22 | 12.    |
| 2005/06         | Okresní soutěž Vyškovska – sk. B | 9      | 26 | 10 | 6 | 10 | 50 | 50  | 0   | 36 | 7.     |
| 2006/07         | Okresní soutěž Vyškovska – sk. B | 9      | 26 | 9  | 7 | 10 | 49 | 43  | +6  | 34 | 9.     |
| 2007/08         | Okresní soutěž Vyškovska – sk. B | 9      | 26 | 14 | 4 | 8  | 69 | 52  | +17 | 46 | 3.     |
| 2008/09         | Okresní soutěž Vyškovska – sk. B | 9      | 26 | 15 | 5 | 6  | 54 | 36  | +18 | 50 | 4.     |
| 2009/10         | Okresní soutěž Vyškovska – sk. B | 9      | 26 | 19 | 5 | 2  | 86 | 25  | +61 | 62 | 1.     |
| 2010/11         | Okresní přebor Vyškovska         | 8      | 26 | 0  | 4 | 22 | 21 | 111 | −90 | 4  | 14.    |
| 2011/12         | Okresní soutěž Vyškovska – sk. A | 9      | 26 | 14 | 5 | 7  | 73 | 45  | +28 | 47 | 4.     |
| 2012/13         | Okresní soutěž Vyškovska – sk. A | 9      | 26 | 8  | 5 | 13 | 47 | 48  | −1  | 29 | 12.    |
| 2013/14         | Okresní soutěž Vyškovska – sk. A | 9      | 26 | 10 | 5 | 11 | 56 | 61  | −5  | 35 | 6.     |
| 2014/15         | Okresní soutěž Vyškovska – sk. B | 9      | 24 | 9  | 3 | 12 | 66 | 63  | +3  | 30 | 7.     |
| 2015/16         | Okresní soutěž Vyškovska – sk. B | 9      | 26 | 11 | 6 | 9  | 67 | 61  | +6  | 39 | 3.     |
| 2016/17         | Okresní soutěž Vyškovska – sk. B | 9      | 26 | 13 | 3 | 10 | 72 | 61  | +11 | 42 | 5.     |
| 2017/18         | Okresní soutěž Vyškovska – sk. B | 9      | 22 | 5  | 2 | 15 | 53 | 77  | −24 | 17 | 12.    |
| 2018/19         | Okresní soutěž Vyškovska – sk. B | 9      | 26 | 4  | 5 | 17 | 53 | 104 | −51 | 17 | 14.    |
| 2019/20         | Základní třída Vyškovska – sk. B | 10     |    |    |   |    |    |     |     |    |        |

## TJ Dražovice „C“
TJ Dražovice „C“ byl druhým rezervním týmem Dražovic, který existoval v letech 2004–2008. Po celou dobu své existence hrál v nejnižší soutěži.

### Umístění v jednotlivých sezonách
Stručný přehled
Zdroj: 
- 2004–2008: Základní třída Vyškovska – sk. A

Jednotlivé ročníky
Zdroj: 
Legenda: Z – zápasy, V – výhry, R – remízy, P – porážky, VG – vstřelené góly, OG – obdržené góly, +/− – rozdíl skóre, B – body, červené podbarvení – sestup, zelené podbarvení – postup, fialové podbarvení – reorganizace, změna skupiny či soutěže
| Česko (2004 – 2008) |                                  |        |    |    |   |    |    |    |     |    |        |
| Sezóny              | Liga                             | Úroveň | Z  | V  | R | P  | VG | OG | +/− | B  | Pozice |
| 2004/05             | Základní třída Vyškovska – sk. A | 10     | 18 | 5  | 4 | 9  | 32 | 56 | −24 | 19 | 7.     |
| 2005/06             | Základní třída Vyškovska – sk. A | 10     | 22 | 13 | 4 | 5  | 64 | 40 | +24 | 43 | 3.     |
| 2006/07             | Základní třída Vyškovska – sk. A | 10     | 22 | 12 | 4 | 6  | 59 | 39 | +20 | 40 | 5.     |
| 2007/08             | Základní třída Vyškovska – sk. A | 10     | 26 | 11 | 4 | 11 | 65 | 61 | +4  | 37 | 7.     |